# Уни-Гучин
Уни́-Гучи́н — деревня в Юкаменском районе Удмуртии, входит в состав Юкаменского сельского поселения.

## Население
| 2007 | 2010 | 2012 |
| ---- | ---- | ---- |
| 55   | ↘50  | ↘48  |

## Улицы
- ул. Верхняя,
- ул. Ситниковская,
- ул. Центральная[3].